# Aeropuerto de Taisha
El Aeropuerto de Taisha (IATA: TSC, ICAO: SETH) es un aeropuerto que sirve a la ciudad de Taisha, en la provincia de Morona Santiago, Ecuador. Es un importante centro de conexiones chárter entre las pistas de aterrizaje rurales y la capital provincial, Macas, o la nacional, Quito.
En 2011, el gobierno de Rafael Correa anunció una inversión de más de 6,4 millones de dólares para dotar al aeropuerto de una pista asfaltada, una terminal para los pasajeros, una nueva pista de aterrizaje, nuevos accesos y servicios médicos y contraincendios. Sin embargo, el mismo gobierno paralizó las obras en febrero de 2014, sin cumplir ninguno de sus objetivos. En 2018, las instalaciones seguían sin construirse.
La antigua aerolínea regional TAME Amazonía unió el aeropuerto de Taisha con el Aeropuerto Río Amazonas, en Shell Mera, provincia de Pastaza, entre 2014 y 2020.

## Aeropuertos cercanos
Los aeropuertos más cercanos son:
- Aeropuerto Coronel Edmundo Carvajal en Macas, a 69 km en línea recta y a 110 km (3 horas) en automóvil.
- Aeropuerto Río Amazonas, en Mera (Puyo), a 115 km en línea recta y a 200 km (4 horas y 20 minutos) en automóvil.

## Estadísticas de pasajeros
| Pasajeros nacionales no regulares | Pasajeros nacionales no regulares |
| --------------------------------- | --------------------------------- |
| 2016                              | 0                                 |
| 2017                              | 0                                 |
| 2018                              | 6.048                             |
| 2019                              | 6.514                             |
| 2020                              | 4.244                             |
| 2021                              | 3.765                             |
| 2022                              | 5.431                             |
| 2023                              | 4.294                             |